# Надеева
Надеева — река в России, протекает в Лузском районе Кировской области. Устье реки находится в 137 км по левому берегу реки Луза. Длина реки составляет 41 км. В 16 км от устья принимает слева реку Зеленка.
Река берёт начало из болота Надеевское в 35 км к юго-востоку от города Луза. Река течёт в верхнем течении на восток, в среднем и нижнем — на север. Русло извилистое. Верхнее течение проходит по ненаселённому заболоченному лесному массиву, в среднем течении река протекает несколько мелких деревень — Льнозавод, Надеевская, Никитинская, Большедовская. Притоки — Денник, Зеленка, Каменка (левые); Истопница (правый). Ширина реки в нижнем течении около 16 метров. Впадает в Лузу выше деревни Шурыгино Плесо.

## Данные водного реестра
По данным государственного водного реестра России и геоинформационной системы водохозяйственного районирования территории РФ, подготовленной Федеральным агентством водных ресурсов:
- Бассейновый округ — Двинско-Печорский
- Речной бассейн — Северная Двина
- Речной подбассейн — Малая Северная Двина
- Водохозяйственный участок — Юг
- Код водного объекта — 03020100212103000012952